# Geoffrey av Monmouth
Geoffrey av Monmouth var en engelsk präst, och en av huvudgestalterna i utvecklingen av den brittiska historieskrivningen. Geoffrey föddes omkring 1100 i Wales, förmodligen av bland annat bretonsk börd. Efter examen vid universitetet i Oxford blev han ärkediakon i Llandaff och/eller Monmouth, och 1152 blev han biskop i St Asaph. Han dog omkring 1154.
Geoffrey skrev flera intressanta verk. Det tidigaste som gavs ut var Prophetiae Merlini eller Merlins profetior som Geoffrey skrev före 1135. I verket presenteras en serie apokalyptiska berättelser som om de vore tidigare verk av Merlin - en gestalt som innan Geoffreys bok publicerades var känd som Myrddin. Man har antagit att Geoffrey ändrade namnet för att undvika den pinsamma associationen med det franska ordet merde. Då detta verk om den legendariske profeten var det första som publicerades på ett icke-bretonskt språk, lästes det flitigt, och dess profetior togs också för sanningar ungefär som Nostradamus' profetior flera sekler senare.
Nästa verk, det som är mest välbekant för moderna läsare, blev Historia Regum Britanniae, De brittiska kungarnas historia. Verket avhandlar historien om Britanniens kungar före saxarnas tid och innehåller flera legender med tvivelaktig sanningshalt – till exempel att Aeneas var de första brittiska kungarnas anfader. I verket omnämns också kung Artur och kung Lear. Verket hade fortsatt stor påverkan på brittisk historieskrivning ända fram till renässansen.
Geoffreys sista verk var Vita Merlini, Merlins liv, som skrevs mellan 1149 och 1151. Här återger Geoffrey sin egen version av äldre walesiska traditioner.